# Александро-Невский собор (Таллин)
Собо́р Алекса́ндра Не́вского — ставропигиальный православный кафедральный собор в таллинском Вышгороде. С мая 1945 года в ведении Эстонской православной церкви Московского патриархата.
Построен в 1895—1900 годах напротив входа в губернаторскую резиденцию по инициативе губернатора Эстляндии С. В. Шаховского. Автор проекта — архитектор Михаил Преображенский.

## История

### В Российской империи
Возведён к 1900 году в память о чудесном спасении императора Александра III в железнодорожной катастрофе 17 октября 1888 года. Ещё до катастрофы, 19 февраля 1887 года, православное духовенство Ревеля подало эстляндскому губернатору князю Сергею Владимировичу Шаховскому докладную записку, которая объясняла необходимость строительства нового храма.

Объявление о сборе средств на строительство храма

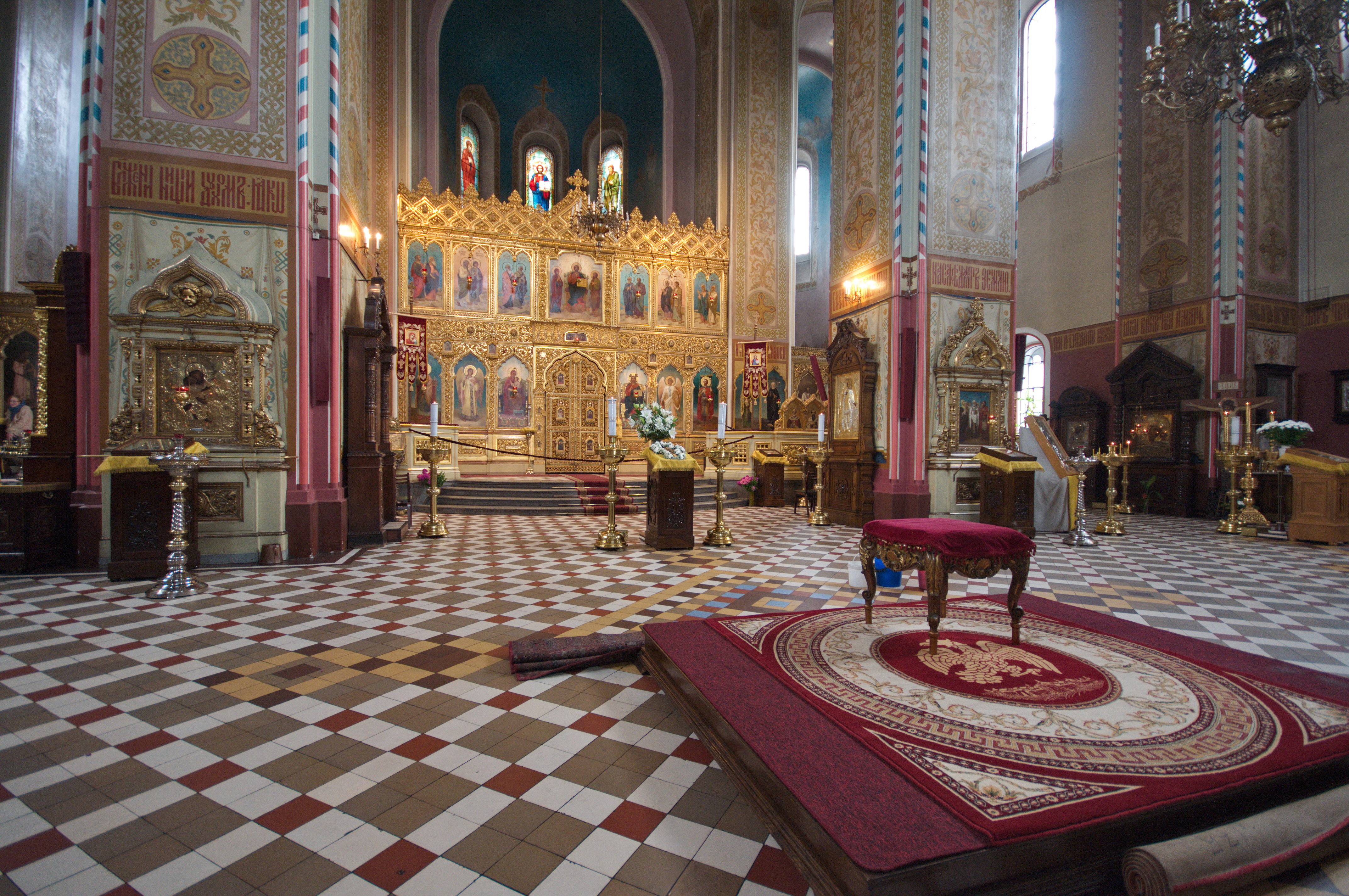
Интерьер собора

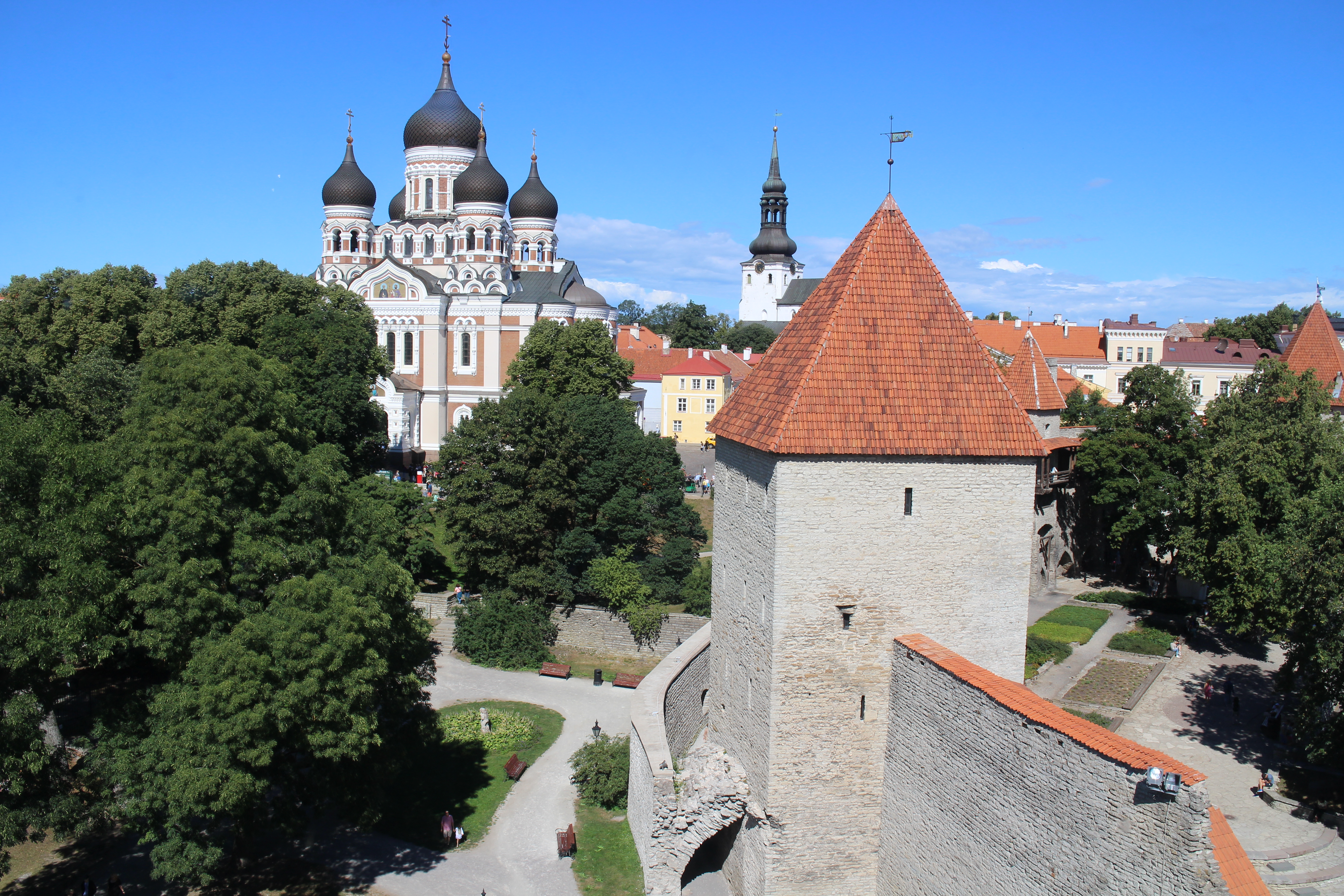
Вид на собор из башни Кик-ин-де-Кёк

Синод признал строительство нового храма действительно необходимым и ассигновал 60 000 рублей. По ходатайству губернатора, 2 апреля 1888 года императором Александром III было дано разрешение на сбор пожертвований в пределах Российской империи.
Основные проблемы и непредвиденные затраты появились у комитета по постройке нового собора при решении вопроса о выборе места. Вопрос этот обсуждался с апреля 1888 по середину 1892 года. Комитету было предложено восемь вариантов, наиболее подходящим оказалась площадь перед губернаторским дворцом (ныне здания парламента Эстонии).
20 августа 1895 года архиепископ Рижский и Митавский Арсений (Брянцев) освятил закладку собора. 2 ноября 1897 года благодаря усилиям главного подрядчика, купца первой гильдии Ивана Гордеева, на купола собора были торжественно установлены железные позолоченные кресты.
Позолота куполов храма проведена в середине 1898 года мастером и купцом второй гильдии Петром Абросимовым. Одиннадцать колоколов для нового храма были отлиты на колокольном заводе купца Василия Орлова в Санкт-Петербурге. Освящение и установка колоколов состоялось 7 июня 1898 года. Изначально проект нового храма предусматривал установку мраморного иконостаса, однако в процессе строительства собора было принято решение о замене его позолоченным деревянным. Эта работа была поручена Петру Абросимову. Иконы были написаны в мастерской академика живописи Александра Новоскольцева. По его же проектам петербургским мастером Эмилем Штейнке были изготовлены витражи, которые затем были установлены в окнах алтаря. Пятиглавый трёхпрестольный собор, рассчитанный на 1500 человек, построен по образцу московских храмов XVII века. Фасады собора украшены мозаичными панно, выполненными в мозаичной мастерской Александра Фролова в Санкт-Петербурге. Высота собора — около 58 метров.
Храм был торжественно освящён 30 апреля 1900 года епископом Рижским и Митавским Агафангелом (Преображенским); в освящении участвовал протоиерей Иоанн Кронштадтский. В новый собор перешёл русский приход из Преображенского собора; последний же был передан эстонской общине. Первым настоятелем был протоиерей Алексей Аристов.
31 декабря 1917 года (ст. ст.) в соборе состоялась архиерейская хиротония архимандрита Платона (Кульбуша) во епископа Ревельского, которую возглавил митрополит Петроградский и Гдовский Вениамин (Казанский).

### В годы Первой Эстонской Республики и немецкой оккупации
В 1928 году, в период первой независимости Эстонии, Рийгикогу обсуждал предложение о сносе церкви, так как здание церкви для эстонцев было символом русификации, но это вызвало широкий протест православных верующих, и Рийгикогу не одобрил соответствующий законопроект. Подобные призывы прозвучали в прессе и позже, в 1936 и 1938 годах. Высказывалось мнение, что луковичные купола церкви несовместимы с архитектурой Таллина как старого ганзейского города. Активным защитником собора был предстоятель Эстонской апостольской православной церкви митрополит Александр (Паулус), который в 1936 году перенёс сюда свою кафедру из Преображенского собора. В конце 1936 года настоятелем собора стал протоиерей Николай Пятс, брат президента Эстонской Республики Константина Пятса. В это же время русская община Александра Невского в Таллине поменяла собор на эстонскую Симеоновскую церковь. Прощальное богослужение русской паствы состоялось 6 декабря 1936 года. Сам собор стал называться Александровским собором (эст. Aleksandri katedraal). 
В период нахождения Эстонии в составе Рейхскомиссариата Остланд нацистской Германии храм был закрыт.

### В Советской Эстонии
В 1945 году приходы Симеоновской церкви и Александро-Невского собора обменялись обратно, таким образом собор вновь стал принадлежать русской пастве.
3 сентября 1961 года в соборе состоялась архиерейская хиротония архимандрита Алексия (Ридигера), которую возглавил архиепископ Ярославский и Ростовский Никодим (Ротов). В начале 1960-х годов власти планировали перестроить собор в планетарий (подобная судьба постигла кафедральный собор в Риге), однако он был спасён, согласно версии, распространявшейся в патриаршество Алексия II, но не имеющей документального подтверждения, будущим патриархом в бытность его епископом Таллинским. По рассказам, восходящим к самому Алексию, решающую роль в сохранении собора действующим сыграла составленная им «политическая» справка о попытках закрытия собора буржуазными националистами и гитлеровскими оккупантами.

### В Эстонской Республике
В 1995 году собор был внесён в Государственный регистр памятников культуры Эстонии.
16 марта 1999 года Министерство внутренних дел Эстонии зарегистрировало устав прихода. Собор получил статус ставропигиального; приход был наделён статусом официального представительства Московского Патриархата в Эстонии с сохранением в нём кафедры предстоятеля ЭПЦ Московского Патриархата.
Настоятель собора с 29 мая 2018 года — Митрополит Таллинский и всея Эстонии Евгений.

## Иконы
По первоначальному проекту Михаила Преображенского для собора планировался мраморный иконостас, но в процессе строительства он был заменён позолоченным деревянным, так как он более подходил к типу собора, построенного по образцу московских храмов XVII века.
Все три иконостаса и четыре киота выполнены по эскизам самого Преображенского; работу произвёл мастер С. Абросимов, золотивший купола храма.
Иконы для иконостаса и четырёх киотов были выполнены на цинковых и медных досках в санкт-петербургской мастерской академика А. Н. Новоскольцева в 1889—1899 годах.

## Мозаичные панно на фасадах собора

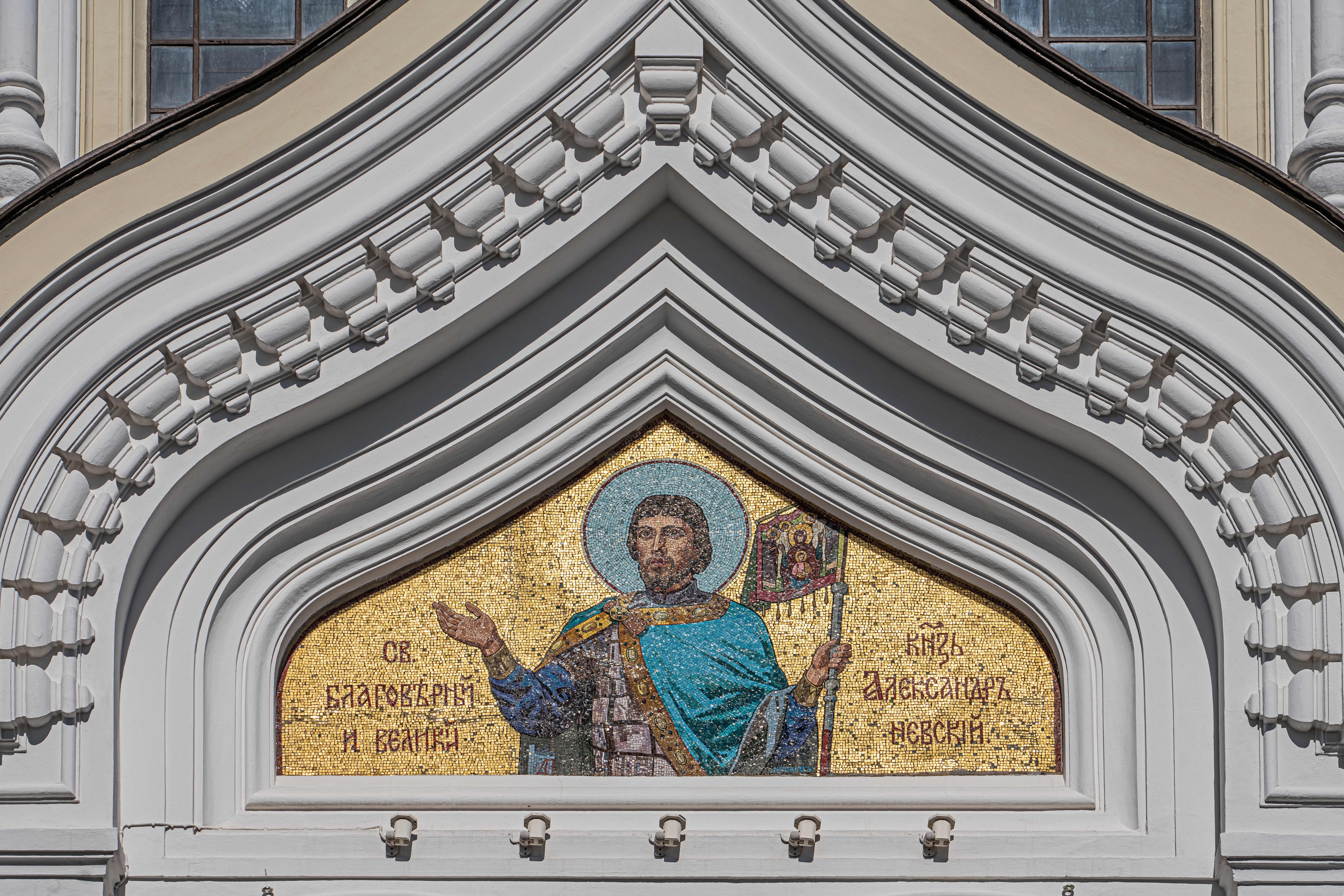
Александр Невский
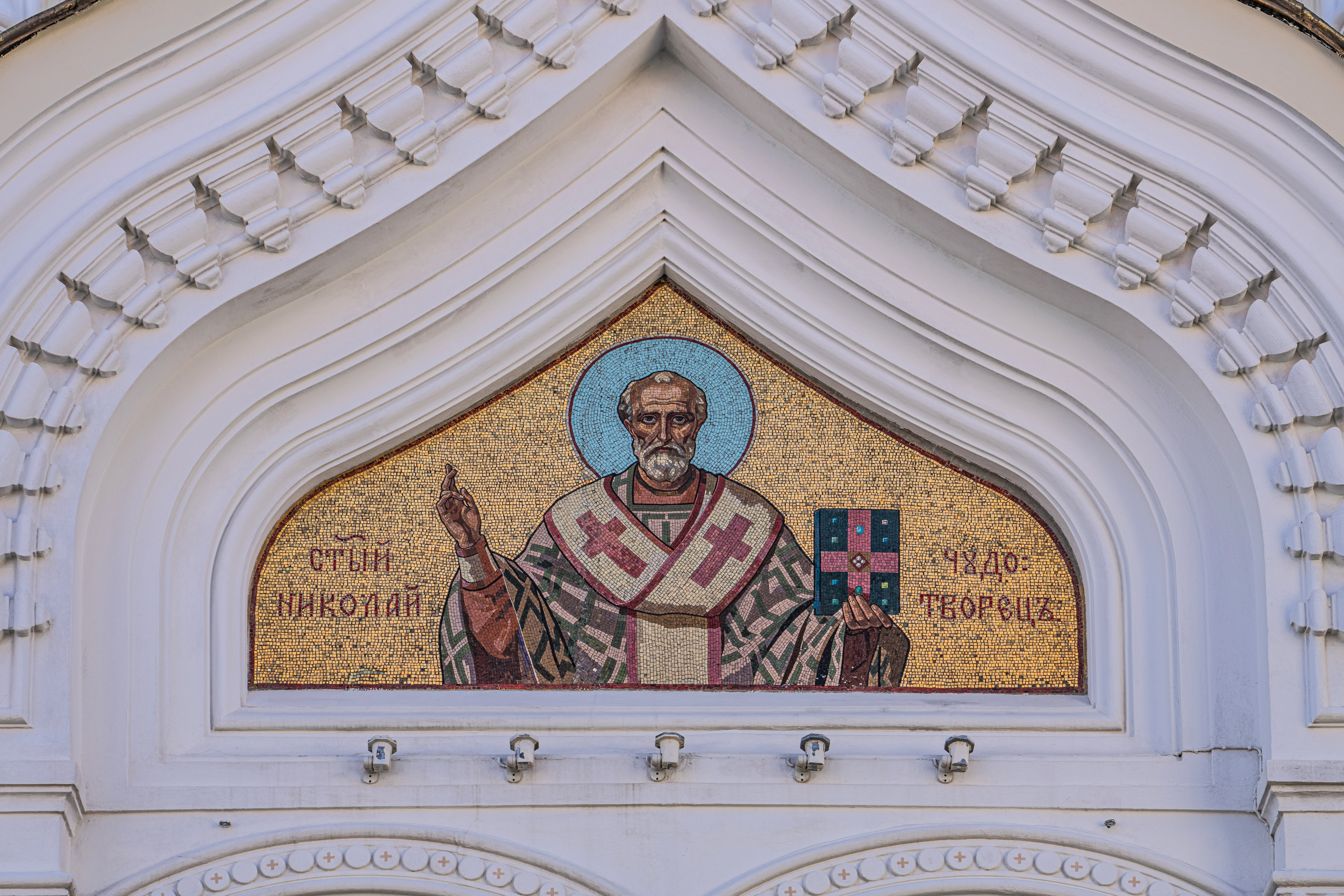
Николай Чудотворец
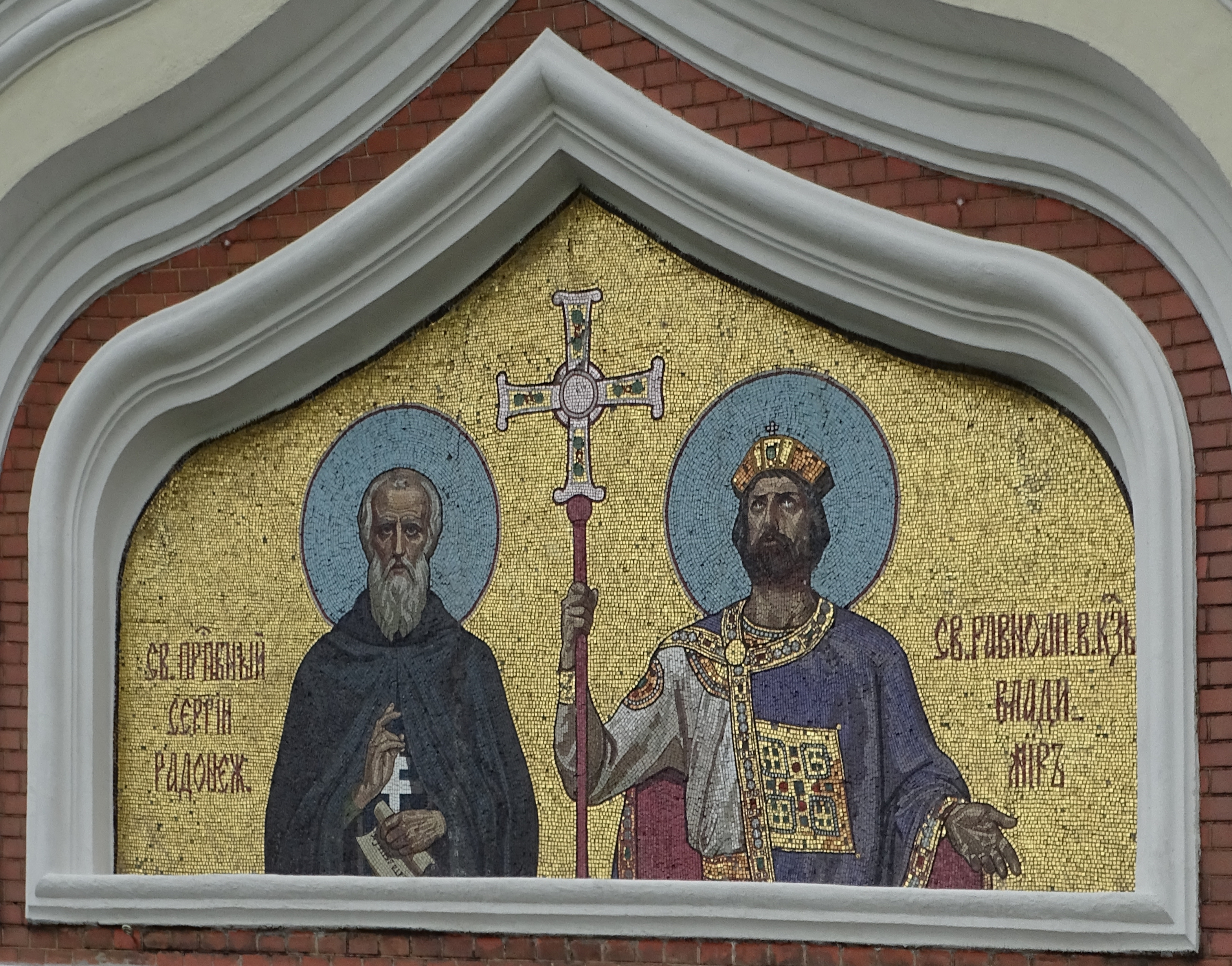
Сергий Радонежский и равноапостольный князь Владимир
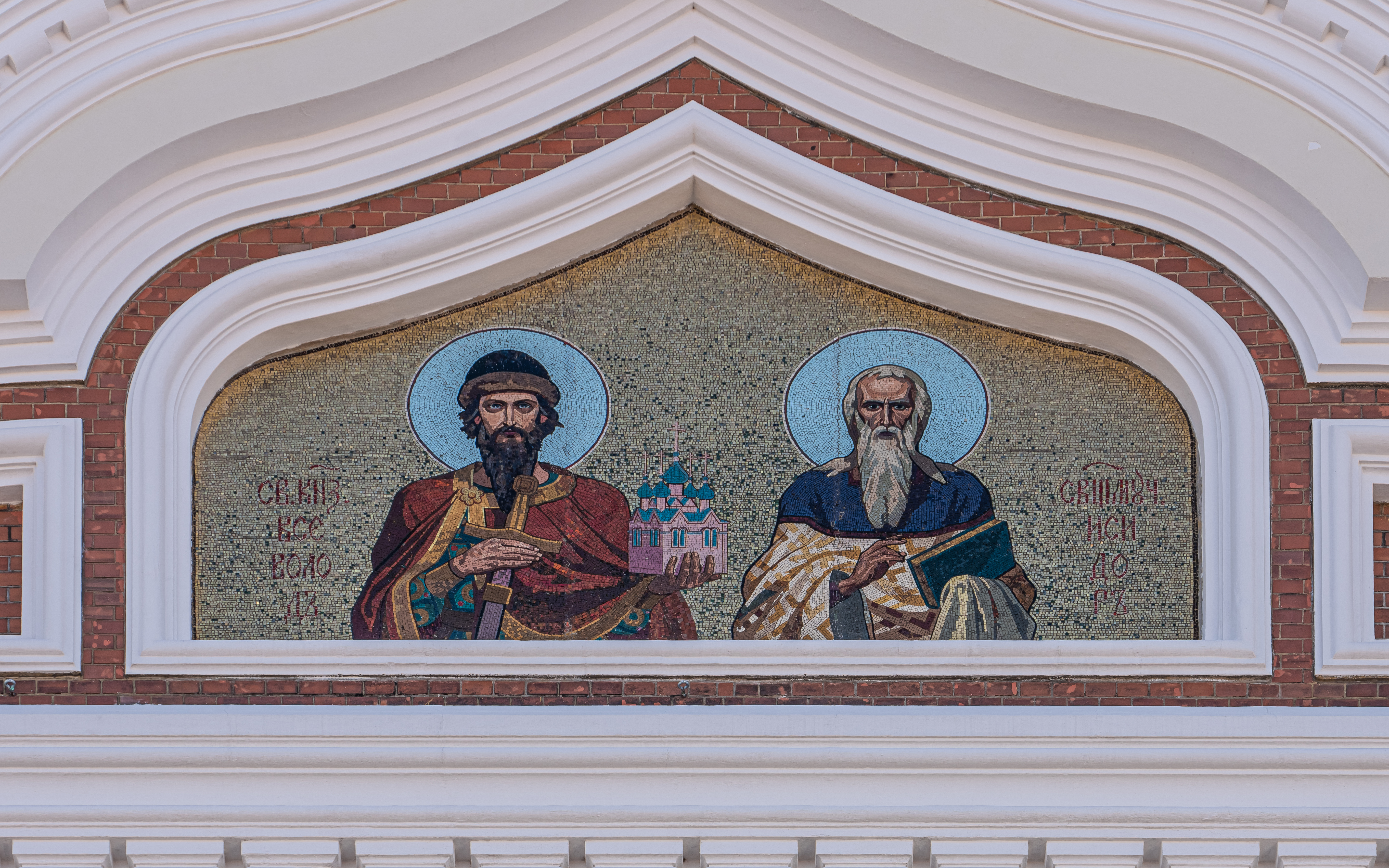
Всеволод Ярославич и Исидор Киевский
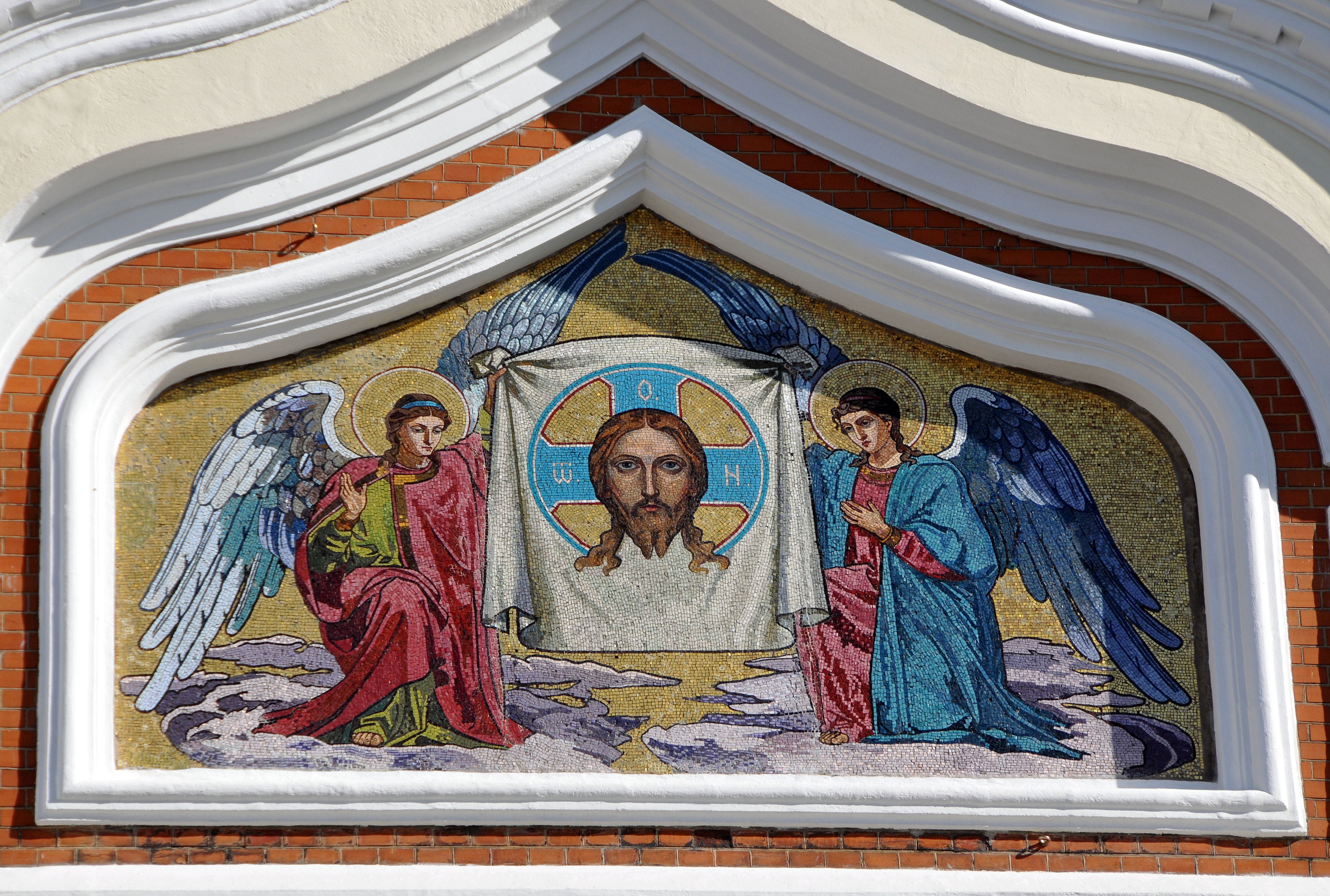
Ангелы и Спас Нерукотворный
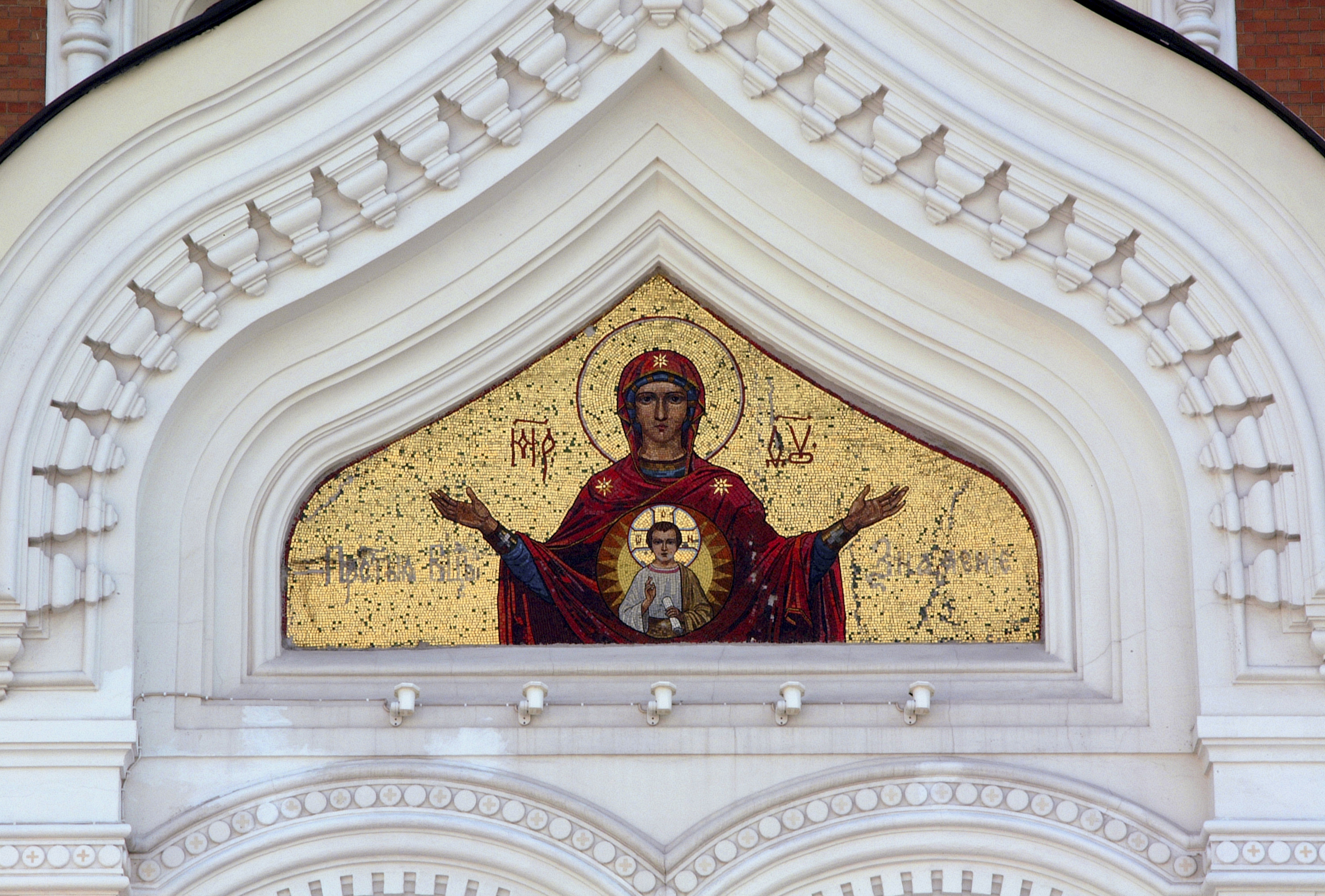
Знамение

## Отношение к собору
- В 1924 году с проектом сноса собора — «символа русификации и насилия» — или переделки его в Пантеон независимости (Монумент независимости и свободы) выступил известный эстонский архитектор Карл Бурман. Он предложил вариант Пантеона на улице Якобсона и два эскиза переделки собора. Этот вопрос вызвал широкое обсуждение в стране, у Бурмана было много сторонников, в том числе и в эстонском правительстве. Дата сноса храма была назначена на 1 мая 1929 года, однако, правительству не хватило решимости. Пришедшие в результате переворота 1934 года к власти Константин Пятс и Йохан Лайдонер были против сноса и перестройки собора[2].
- 13 марта 2022 года вандалом был осквернён храм Александра Невского. На стенах храма были сделаны красной краской надписи: «Украинская кровь», «Буча», а также определенная комбинация цифр, представляющую собой ссылку на библейский текст из Книги Бытия о Каине и Авеле[9].
- В июне 2023 года депутат Рийгикогу от Партии реформ Марио Кадастик (эст. Mario Kadastik) на своей странице в Facebook выступил с предложением убрать с улицы Тоомпеа собор Александра Невского, чтобы «построить на его месте парк»[10]. Министр юстиции Калле Лаанет (Партия реформ) не увидел ни признаков преступления, ни разжигания религиозной ненависти в публикации. По его словам, не всякая критическая точка зрения может быть приравнена к разжиганию ненависти[11].